# Powiat kolbuszowski (II Rzeczpospolita)
Powiat kolbuszowski – powiat województwa lwowskiego II Rzeczypospolitej. Jego siedzibą było miasto Kolbuszowa. 1 sierpnia 1934 r. dokonano nowego podziału powiatu na gminy wiejskie.

## Starostowie
Starostowie
(na podstawie materiału źródłowego)
- Kazimierz Jaworczykowski (1916–1919)
- Bronisław Dietl (1919–1920)
- Tadeusz Malinowski (1924–1927)[4]
- Jan Pomiankowski (1927–1933)[5][6][7][8]
- Michał Sienkiewicz (1933–1937)[9][10][11][12]
- Jan Scherff (1937–1939)[13]

Wicestarostowie
- Gadomski (–II.1936)[14]
- Piotr Kuśnierz (II–X.1936)[15]
- Władysław Łuszpiński (X.1936–)[potrzebny przypis]

## Gminy wiejskie w 1934 r.
- gmina Kolbuszowa Górna
- gmina Kolbuszowa Dolna
- gmina Cmolas
- gmina Dzikowiec
- gmina Majdan
- gmina Raniżów
- gmina Sokołów

## Miasta
- Sokołów
- Kolbuszowa